# Crêuza

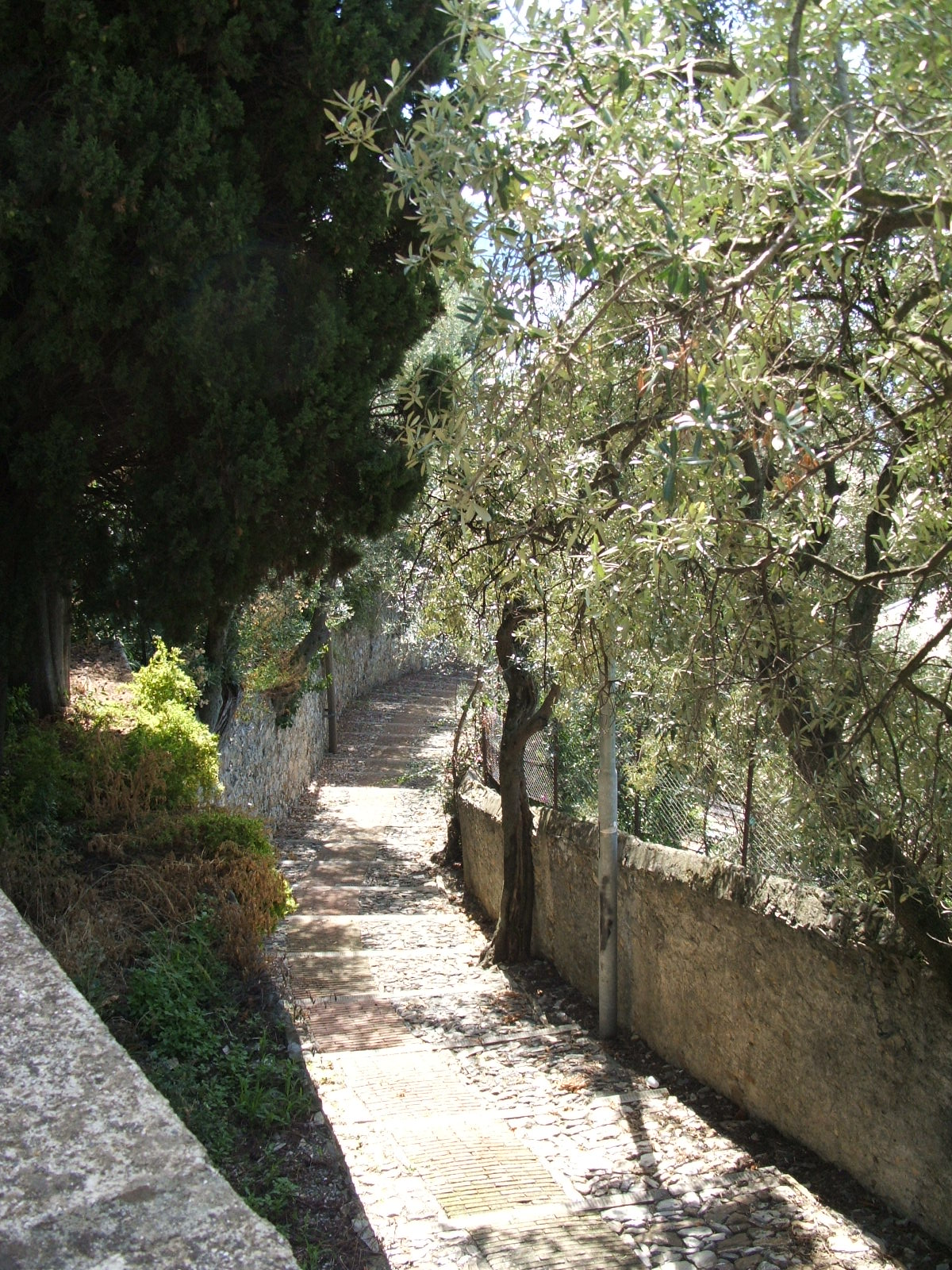
Una ripida creuza
a Sant'Ilario (sopra Nervi)

La creuza (pronuncia [ˈkrøːza]) è un termine ligure che indica il tipico viottolo stretto o mulattiera che fende, spesso verticalmente, le colline del Genovesato e di tutta la Liguria.

## Etimologia
Creuza deriverebbe dal celtico croesio, croesus, "buon sangue", la maggior parte delle creuse genovesi e liguri infatti, è formata da un lastricato centrale di mattoni rossi fiancheggiati da ciottolati ai lati, possibile similitudine di un fiume di sangue, o dal latino medioevale crosus, di etimo incerto (forse relitto antico ligure o gallico), come l'aggettivo francese creux (antico francese crues) e il provenzale cros, "cavo" (cfr. anche il lombardo croeus, "torrente", "letto incavato di un torrente" e il piemontese creus e ancreus, sinonimo della parola përfond, profondo).

## Caratteristiche
La creuza, tipica struttura viaria suburbana e raramente urbana, ha precise caratteristiche: la principale è quella di percorrere le colline se possibile sul crinale e spesso con la massima pendenza, piuttosto che negli avvallamenti, ciò è voluto a minimizzare l'impatto di compluvio della pioggia, limitando le opere relative; essendo soleggiata è inoltre evitata, o limitata, la permanenza di umidità neve e ghiaccio che negli avvallamenti possono permanere ed essere molto pericolosi, data la possibilità climatica della regione di avere repentini passaggi dal caldo al freddo in poco tempo, in caso di passaggio del vento ai quadranti settentrionali. È quindi privilegiata la conservazione della percorribilità in ogni condizione piuttosto che facilità di percorso. 
La pavimentazione tipicamente è data da mattoni al centro e ciottoli tondi ai lati, il profilo è decisamente convesso per il drenaggio laterale, anche del pericolosissimo ghiaccio incastrato tra i mattoni; può essere articolata in lunghi e bassi gradoni, definiti da blocchetti in pietra, nei tratti a maggior pendenza. 
Le creuze, così come le coltivazioni a terrazza (le cosiddette fasce) caratterizzano il paesaggio di tutta la Liguria, sia quelle che si affaccia sul mare, più conosciuto e pubblicizzato, sia quello dell'entroterra, meno famoso ma non per questo meno caratteristico e bello, spesso cantato da famosi poeti e cantautori, come Eugenio Montale, Camillo Sbarbaro, Dino Campana e Fabrizio De Andrè.
Nel dialetto genovese della lingua ligure, il termine di creuza ha preso anche il significato figurato per “strada” o “percorso”.
Così anche un fenomeno meteorologico, ben visibile dalle colline costiere, che si realizza sul mare, con mare calmo e vortici di vento sulla superficie. La superficie del mare appare brillante per il riflesso del sole, ma è percorsa da strisce scure, curve e contorte, prodotte dal diverso increspamento della superficie, quasi a segnare fantastici percorsi che si aprono per quella che è da sempre stata la via privilegiata ed a volte obbligata dei liguri, il mare aperto. Si dice quindi “o ma o fa e creuze” cioè “ il mare fa le strade, i viottoli”, segna un percorso.
Nonostante nel dialetto spezzino della lingua ligure il termine è crosa, alla Spezia esiste una mulattiera che anticamente univa il santuario della Madonna dell'Olmo al mare il cui nome viene direttamente dalla parola creuza, l'attuale via della Scresa.